# Нефтяной бум в Северной Дакоте

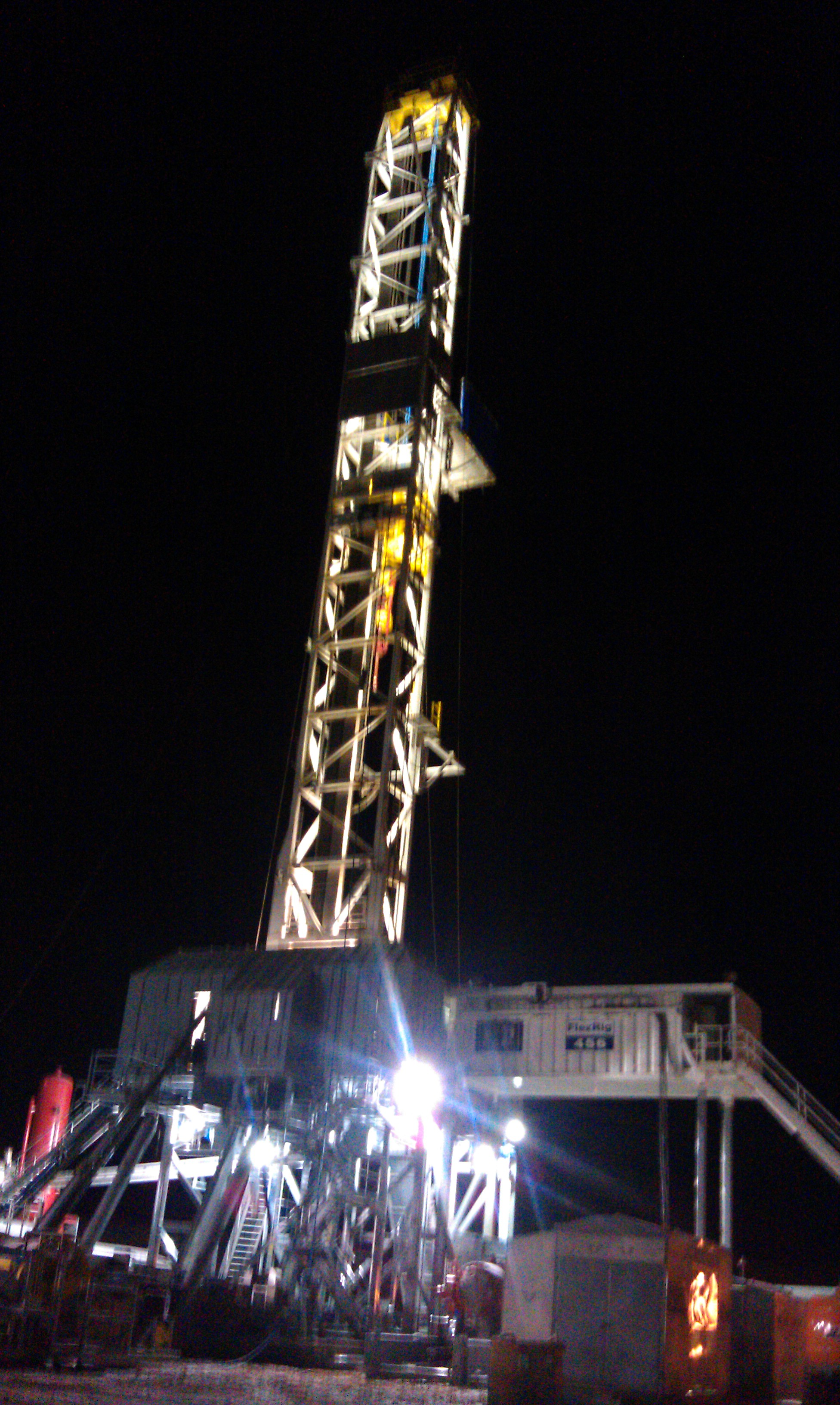
Нефтяная вышка Helmerich & Payne в Баккеновской формации.

Нефтяной бум в Северной Дакоте — периодом быстро растущей добычи нефти из Баккеновской формации в штате Северная Дакота, который продолжался с момента открытия нефтяного месторождения Паршалл в 2006 г. и достиг пика в 2012 г., но с отмеченным с 2015 г. существенно меньшим ростом из-за глобального снижения цен на нефть.
Нефтяной бум был в значительной степени обусловлен успешным применением горизонтального бурения и гидравлического разрыва пласта, что сделало нетрадиционные плотные нефтяные залежи извлекаемыми. Способствовал буму толчок к началу бурения и добычи по нефтяным и газовым арендам до истечения их основного срока в три-пять лет, после чего аренда прекращалась, если на участке не была пробурена продуктивная скважина. Но как только добыча была налажена, аренда продолжалась до тех пор, пока нефть и газ непрерывно добывались.
Бум создал новые рабочие места и экономический рост в тандеме с долгосрочными негативными последствиями, такими как ухудшение состояния окружающей среды, загрязнение и разрушение инфраструктуры. Это резко увеличило количество случаев сексуального насилия и других насильственных преступлений, совершаемых проживающими в «мужских лагерях» этого района работниками в отношении женщин и детей из числа коренного населения в соседних резервациях, что усугубило продолжающийся кризис, связанный с пропавшими без вести и убитыми женщинами из числа коренного населения.

## Экономические эффекты

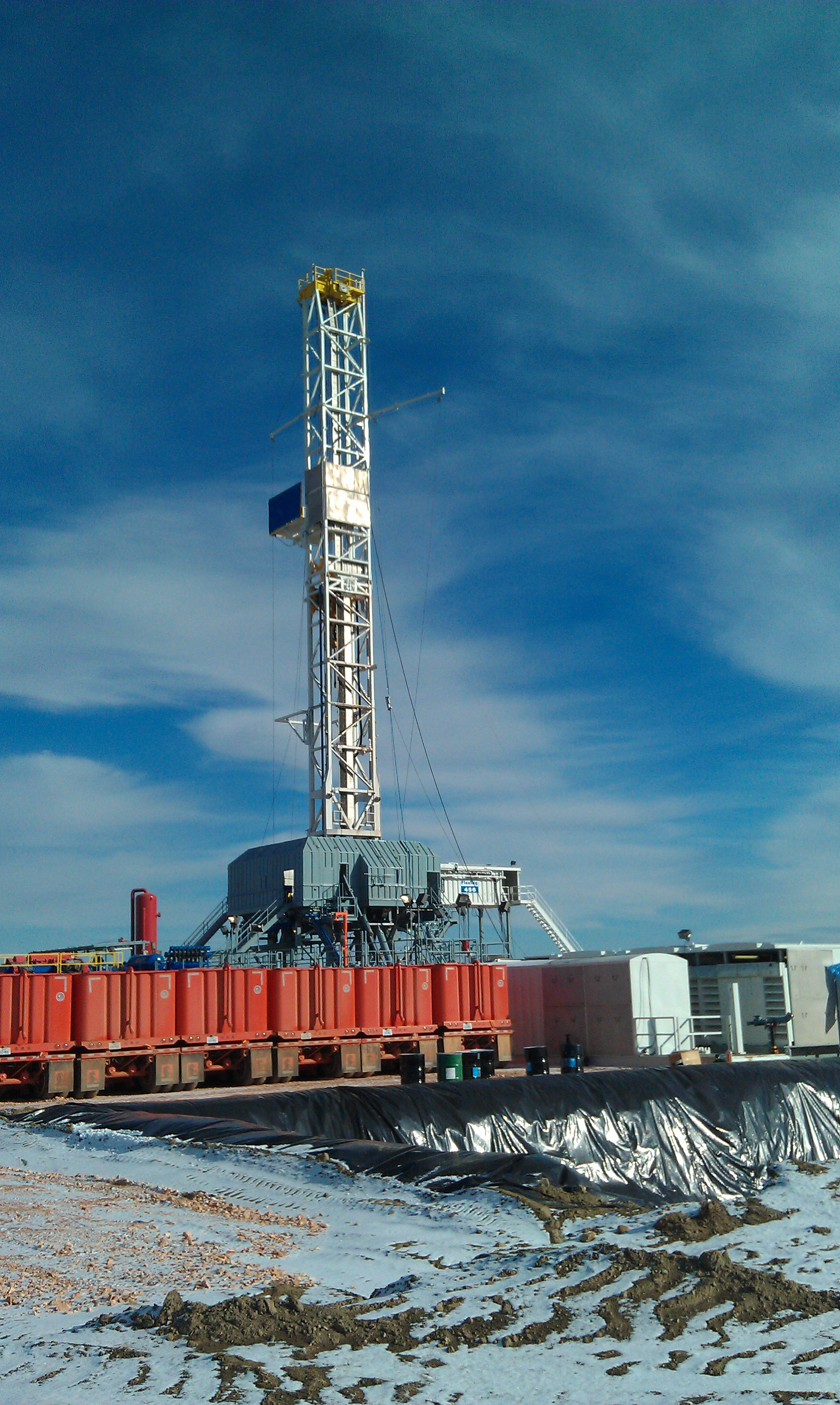
Бурение пласта Баккен в бассейне Уиллистон.

С 2008 по 2014 год нефтяной бум в Северной Дакоте привёл к созданию достаточного количества рабочих мест, чтобы обеспечить штату самый низкий уровень безработицы в стране, несмотря на Великую рецессию. В декабре 2011 года, в разгар нефтяного бума, безработица в штате составляла 3,5 %, что было самым низким показателем среди всех штатов США.
Бум дал штату с населением около 725 тыс. человек (2013 г.) профицит бюджета в 1 млрд долл. Северная Дакота занимала 38-е место по валовому внутреннему продукту на душу населения в 2001 г., благодаря нефтяному сектору начала неуклонно расти. К 2013 г. ВВП на душу населения был на 29 % выше среднего по стране.
К 2012 г. доход от нефтяных роялти приносил многим местным владельцам полезных ископаемых ежемесячный доход от 50 до 60 тыс. долл., а некоторым — более 100 тыс. долл. Брюс Джовиг, глава Центра инноваций UND в Гранд-Форксе, подсчитал, что бум создавал 2 тыс. миллионеров в год в Северной Дакоте. К 2010 году средний доход в округе Маунтрейл более чем удвоился до 52 027 долларов, что вывело округ в сотню самых богатых округов США.
Число активно работающих буровых установок в Северной Дакоте достигло пика в 217 штук весной 2012 г., среднее число установок составило 180—190 в течение 2013 г. Каждая из установок, по оценкам, создавала примерно 125 новых рабочих мест с полной занятостью. Это означало общий рост примерно на 25 тыс. рабочих мест, включая дополнительные 10 тыс. рабочих мест для прокладывающих трубы к эксплуатационным скважинам и производивших перерабатывающие установки.
Нефтяной бум вывел Северную Дакоту в верхние ряды нефтедобывающих штатов. К 2007 г. Северная Дакота заняла 8-е место среди штатов по добыче нефти, в 2008 г. — обогнал Вайоминг и Нью-Мексико; в 2009 г. — Луизиану и Оклахому; а в 2011 и 2012 гг. — Калифорнию и Аляску, к 2012 г. штат по добыче нефти уступал лишь Техасу.
К октябрю 2020 года за один год число нефтяных буровых установок в штате сократилось на 80 %: с 58 активных буровых установок до 11.

### Доходы штата и государства
Правительство штата Северная Дакота получает 11,5 % от валовой стоимости всей добываемой нефти за счет налога на добычу полезных ископаемых. Благодаря этому буму штат Северная Дакота получил в 2011 году профицит бюджета в размере миллиарда долларов.1.
В дополнение к налогам на добычу полезных ископаемых, штат Северная Дакота владеет обширными правами на добычу полезных ископаемых, которые сдаются в аренду на конкурсной основе. В 2010 финансовом году Департамент земель штата сообщил, что доход от добычи полезных ископаемых принес 265 млн долла. в трастовый фонд школ Северной Дакоты, который достиг размера в 1,3 млрд долл.
Федеральное правительство также является основным владельцем прав на полезные ископаемые в регионе, и также сдавало права в аренду компаниям. В январе 2013 г. на федеральных торгах максимальная ставка аренды составила 19,5 тыс. долл. за акр в Северной Дакоте, из суммы продажи аренды и роялти с федеральных участков федеральное правительство удерживает 52 процента и передает 48 процентов штату Северная Дакота.

## Протесты
Против строительства трубопровода вблизи резервации сиу Стэндинг Рок выступала Гринпис. Владелец трубопровода Energy Transfer Partners в 2025 г. подала иск на 300 млн долл., обвиняя активистов в способствовании незаконным атакам на проект и проведении «масштабной, злонамеренной рекламной кампании», которая стоила компании денег.

## Социальные эффекты
Социолог Джон С. Гилмор представил концепцию «проблемного треугольника» переживающего бумный рост населённого пункта. Суть заключается в следующем: местные службы не успевают за ростом населения, что снижает качество жизни в сообществе. Более низкое качество жизни затрудняет привлечение дополнительного населения, необходимого для поддержки роста сферы услуг. Частные инвесторы также часто не решаются инвестировать в сферу услуг, поскольку в этих областях часто царит хаос и преступность. Нефтяная промышленность полагается на наемных работников, но эти работники, в свою очередь, полагаются на других работников (рестораны, розничная торговля и т. д.) и услуги (правоохранительные органы, школьные системы, здравоохранение и т. д.. Когда нет дополнительного населения для других предприятий и услуг, нефтяники не могут жить здоровая, обеспеченная жизнь.

## Упадок
Нефтяной бум в Северной Дакоте пережил кратковременный спад в 2014 г. после того, как Саудовской Аравии увеличила добычу нефти, а цена на сырую нефть упала со 108 до 40 долл. Цена восстановилась как раз тогда, когда экономика США оправилась от Великой рецессии, которая привела к трудностям с наймом работников на региональном рынке.

## Временное возрождение
С 3 октября 2019 по 3 октября 2020 г. число активных нефтяных вышек снизилось с 58 до 11 (снижение более чем на 80 %). Однако в 2019 году добыча нефти достигла рекордного уровня в 1,5 млн баррелей в день. Спрос временно снизился из-за пандемии COVID-19. В 2021 году цены на нефть восстановились до более чем 70 долл. за баррель из-за возросшего спроса, связанного с восстановлением экономики, и Северная Дакота была штатом со вторым по величине объёмом добычи нефти после Техаса вплоть до мая 2021 г., когда уступила Нью-Мехико.
По состоянию на февраль 2024 г. добыча нефти замедлилась, в том году планировалось установить ещё одну или две буровые установки в этом районе.